# Сугайник східний
Сугайник східний (Doronicum orientale) — вид рослин із родини айстрових (Asteraceae). У природному середовищі зустрічається в лісах і розріджених чагарниках Західної Азії та південно-східної Європи. Вирощується як декоративна рослина.

## Біоморфологічна характеристика
Багаторічна трав'яниста рослина 15–60(90) см заввишки. Кореневище м'ясисте. Уся рослина коротко ворсиста. Стебла знизу густо облистнені. Листки: пластинки прикореневих листків яйцювато-круглясті, (3)6–14 × 3–6.5(8.5) см, основи серцеподібні, краї від городчастих до суцільних, грані (і ніжки) рідко запушені; стеблових листків 1–2(3), сидячі, пластинки від яйцеподібних до ланцетних, основи зчеплені. Квіткові голови поодинокі, 25–68 мм у діаметрі. Квіточки блідо-жовті, знизу зеленуваті, ледь залозисті. Плоди — сім'янки, оберненояйцеподібні чи конічні, борознисто-ребристі, 2.4–2.8 × 1–1.2 мм; поверхня ворсиста, тьмяна, зеленувата або блідо-коричнева. 2n = 60.

## Середовище проживання
Вид зростає у Середземноморсько-Чорноморському регіоні: Ліван, Сирія, Туреччина, Грузія, Угорщина, Україна [Крим], Албанія, Болгарія, Греція, Італія, Північна Македонія, Чорногорія, Румунія, Сербія; рослина інтродукована до США, В'єтнаму й деяких країн Європи. Населяє ліси та чагарники.
В Україні вид зростає квітниках — на б. ч. території, у Криму — рідний.

## Використання
Сугайник східний широко культивується як декоративна рослина (потрібне сонячне місце, без особливих вимог до ґрунту).

## Галерея

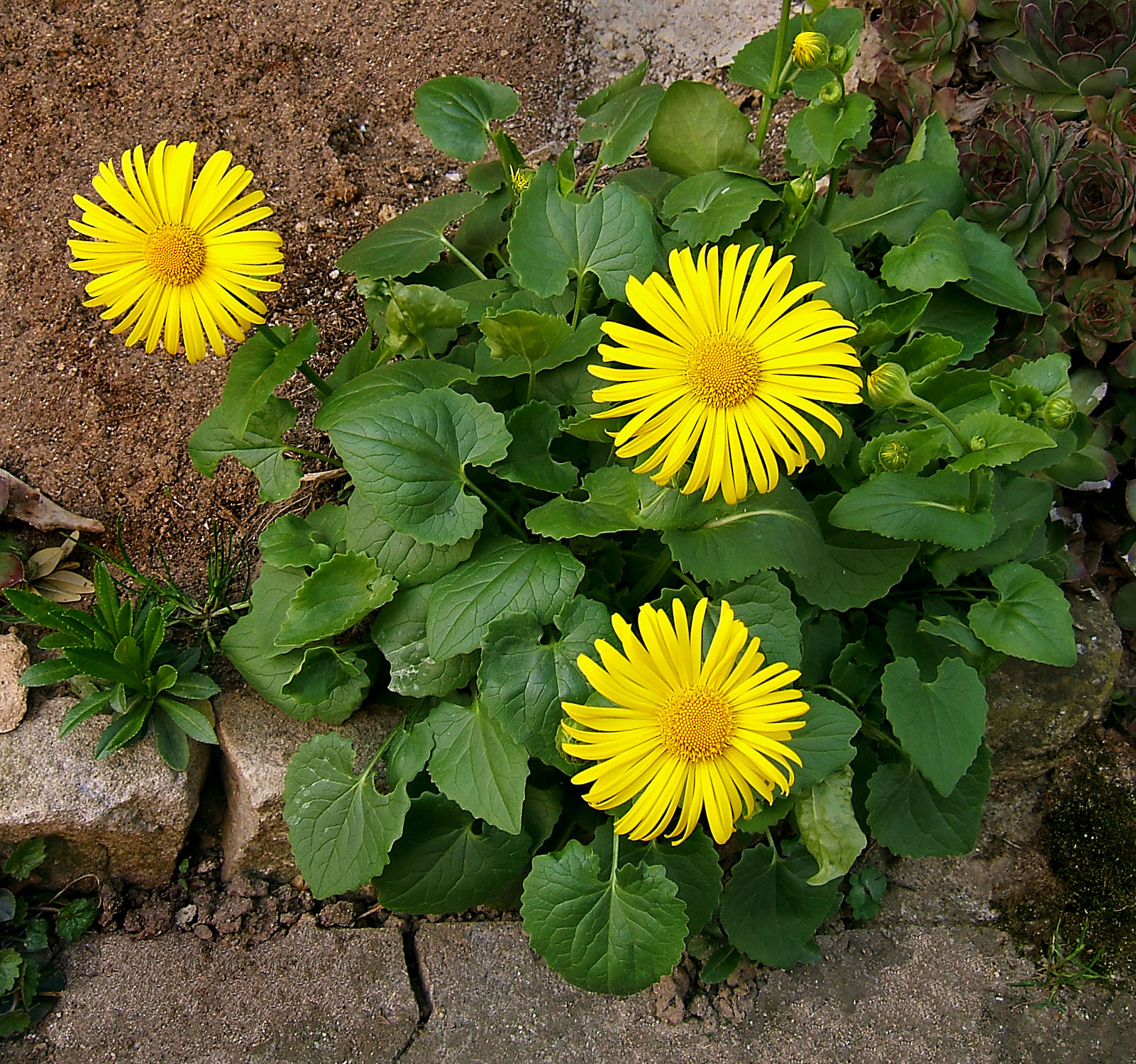
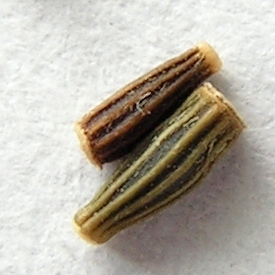
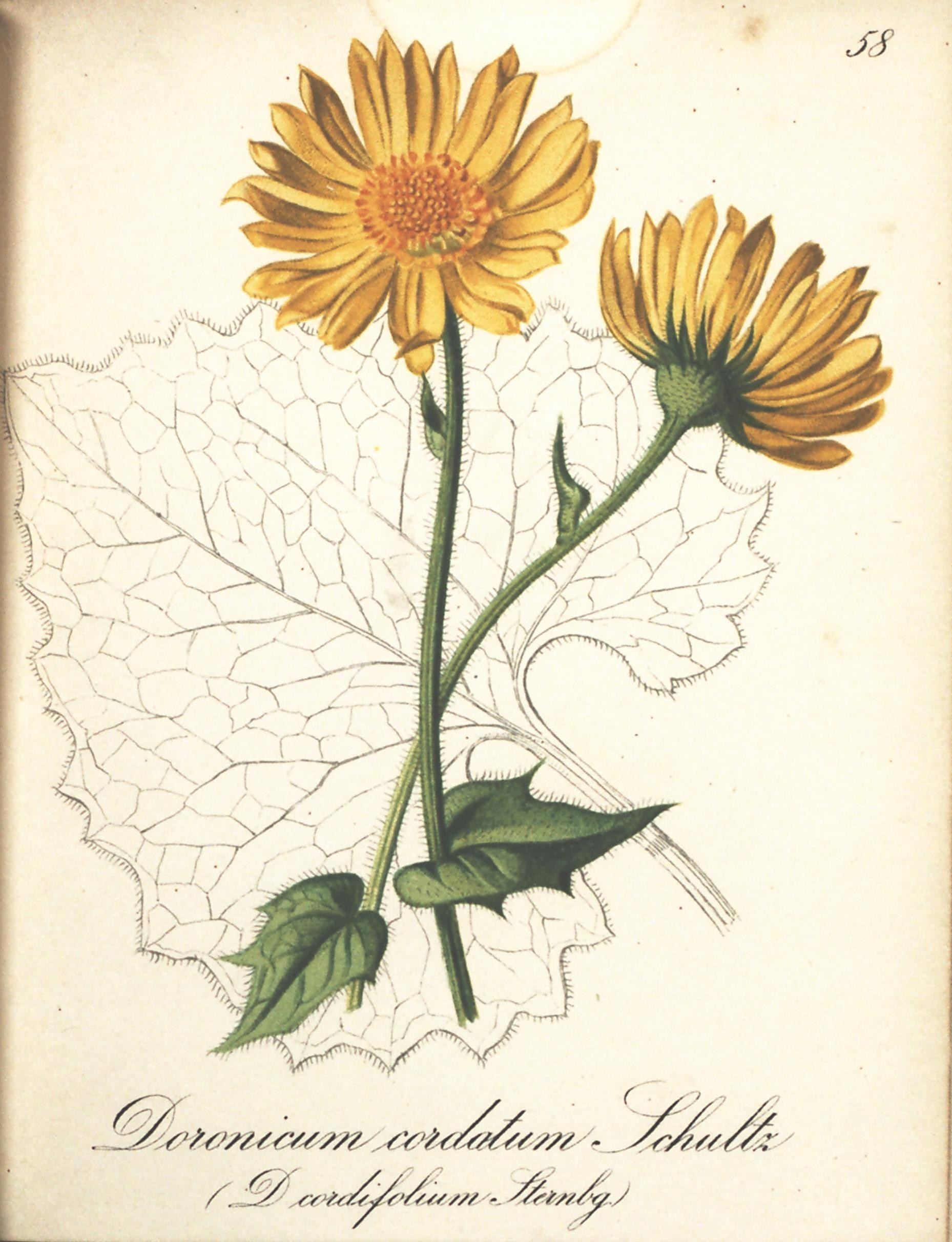